# Duméril-boa

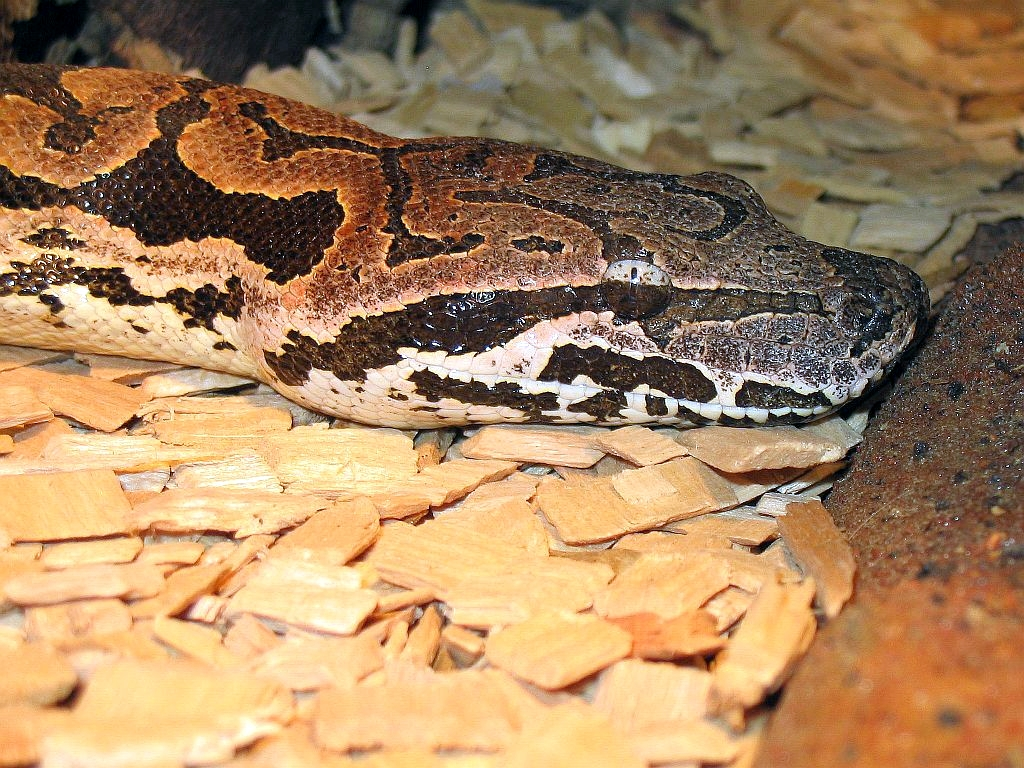
Portré

A Duméril-boa (madagaszkári talajlakó boa, Boa dumerili vagy Acrantophis dumerili) az óriáskígyófélék (Boidae) családjába és a valódi boák (Boinae) alcsaládjába tartozó szárazföldi kígyófaj.

## Előfordulása
Madagaszkár déli, délnyugati, valamint északnyugati területein élnek populáció, elsősorban a partvidékhez közel. 
Megtalálták egyedeit Réunion szigetén is, de egyelőre nem ismert, hogy természetes úton kerültek oda, vagy a sziget őslakosai vitték e magukkal a kígyókat a rágcsálók irtására.
Száraz fás szavannákon, nyílt erdőkben él, gyakran húzódik be a településekre is.

## Megjelenése
Viszonylag kis méretű óriáskígyó, 2 méternél ritkán nő nagyobbra. Ivadékai rózsaszínes árnyalatúak, de gyorsan kifakulnak. A kifejlett példányok hátoldalát sötét alapon barna foltok tarkítják, ajakpajzsaikon fekete foltok vannak. Hasi oldaluk fehér, sárgásfehér.
Mintázatuk nagyon változatos, nincs két teljesen azonos példány. A hátoldal foltjai helyenként körbe záródnak, máshol nem is érintik egymást.
Álluktól a torkukig mély barázda húzódik, amelyet különösen rugalmas bőr borít. Ez a terület nyeléskor megnyúlik, így az állkapocs jelentős tágulását teszi lehetővé.

## Életmódja
A főleg talajon mozgó kígyó éjszaka aktív. Rágcsálókra és más kisebb emlősökre vadászik, amelyeket a szája körüli pajzsokon elhelyezkedő hőérzékelő gödörszervével derít fel. Rendszerint a kisemlősök által hátrahagyott, a fák gyökerei közé ásott üregekbe költözik. Az előző lakók általában a kígyó táplálékaként végzik. Bár terráriumban feltűnőnek látszik a színezete és mintázata, a természetes, avarral borított közegében jól beleolvad a háttérbe.

## Szaporodása
A kedvezőtlen időjárású hónapokat „téli álomban” vészeli át. A meleg és csapadékos évszak beköszöntével párzanak, egyszerre több hím is felkeresi a nőstényt. A hímek ekkor heves csatákat is vívhatnak a párzás jogáért. Elevenszülő, vagyis a tojásokat anyjuk a testében költi. A vemhessége kígyóknál szokatlanul hosszú, 5-7 hónap, és csak kevés utódja látja meg a napvilágot. A hamar önállóvá váló kis kígyók kezdetben 42-48 centiméter hosszúak.

## Természetvédelmi helyzete
A Duméril-boa élőhelyének pusztulása, valamint állatkereskedelmi célú gyűjtése miatt erősen veszélyeztetett, ezért fokozott nemzetközi védelmet élvez.
A Természetvédelmi Világszövetség szerint besorolása "sebezhető".

## Tartása
Talán éppen ritkasága révén kedvelt terráriumi állat. A közönséges óriáskígyó (Boa constrictor) tartásához hasonló feltételeket kell megteremteni számára. A megfelelően nagy méretű terráriumának nappali hőmérséklete 28 Celsius-fok körül kell lennie, amelyet este csökkentsünk. Miután a természetben is a nyugalmi időszakot követi a párzás, a szaporítás fogságban is két hónapos teleltetés után (22 °C, jóval kevesebb táplálék) eredményesebb. Vizes tálat viszont folyamatosan biztosítani kell számukra.
Magyarországon a Szegedi Vadasparkban, a Pécsi Állatkertben és a Budapesti Állatkertben tartják.